# Grzegorz Guzik
Grzegorz Guzik (Sucha Beskidzka, 20 de agosto de 1991) es un deportista polaco que compite en biatlón. Ganó una medalla de bronce en el Campeonato Europeo de Biatlón de 2017.
Está casado con la también biatleta Krystyna Pałka.

## Palmarés internacional
| Campeonato Europeo | Campeonato Europeo       | Campeonato Europeo | Campeonato Europeo      |
| Año                | Lugar                    | Medalla            | Prueba                  |
| ------------------ | ------------------------ | ------------------ | ----------------------- |
| 2017               | Duszniki-Zdrój (Polonia) | Medalla de bronce  | Relevo mixto individual |